# Đồng Tâm Long An Football Club

Um dos escudos anteriores

Đồng Tâm Long An Football Club é um clube de futebol vietnamita sediado na cidade de Tam An, fundado em 2000.

## História
O clube disputa a V-Liga, primeira divisão do país. Seu estádio é o Long An, com capacidade para 19.975 espectadores.
A partir da temporada de 2007, o nome do clube foi mudado para Đồng Tâm Long An FC. O símbolo é inspirado no logotipo do Boavista FC, que foi campeão de Portugal na temporada 2000-2001.
Em 2011, foi rebaixado.

## Títulos
V-Liga: 2 (2005, 2006)
Vice-campeão: 2 (2003, 2007 e 2008)
Copa do Vietnã: 1 (2005)
Supercopa do Vietnã: 1 (2006)
BTV Cup: 3 (2004, 2010, 2014)
Campeão da Primeira divisão: 1 (2001-02)

## Performance nas competições da AFC
- AFC Champions League: 2 aparições

2006: Fase de grupo
2007: Fase de grupo
| Temporada | Competição           | Fase           |               | Clube                   | Casa  | Fora  |
| --------- | -------------------- | -------------- | ------------- | ----------------------- | ----- | ----- |
| 2006      | AFC Champions League | Fase de grupos | China         | Shanghai Shenhua        | 2 a 4 | 1 a 3 |
| 2007      | AFC Champions League | Fase de grupos | Coreia do Sul | Seongnam Ilhwa Chunma   | 1 a 2 | 1 a 4 |
|           |                      | Fase de grupos | Austrália     | Adelaide United         | 0 a 2 | 0 a 3 |
|           |                      | Fase de grupos | China         | Shandong Luneng Taishan | 2 a 3 | 0 a 4 |

## Notáveis Jogadores
- Pablo Couñago
- Phan Văn Santos